# カワサキワールド
カワサキワールド（英字表記Kawasaki Good Times World）とは、川崎重工業が2006年（平成18年）5月17日に神戸海洋博物館内に設置した企業博物館である。カワサキワールド内での写真撮影は全面許可されている。

## 展示物

### 創業者紹介コーナー
入ってすぐにあるコーナーで、川崎重工の創業者である川崎正蔵と松方幸次郎を紹介する。同社の誕生の歴史や松方の収集した美術品コレクションである「松方コレクション」の概要、さらには神戸の町の歴史や川崎重工グループ（神戸川崎財閥）の歴史まで紹介している。

### ヒストリーコーナー
創業者紹介コーナーから繋がっている。同社の1世紀以上における歴史や国産初の産業用ロボット、ジェットスキーの初期型モデルの実物を展示している。

### カワサキワールドシアター
ヒストリーコーナーから繋がっている丸くて暗い部屋では、同社の製品群を音と6つの画面で紹介している。

### モーターサイクルギャラリー
歴代のモーターサイクルを実物で紹介している。実際に触ったり乗ったりできる物も用意されている。ベストセラーになったものもある。

### 陸のゾーン

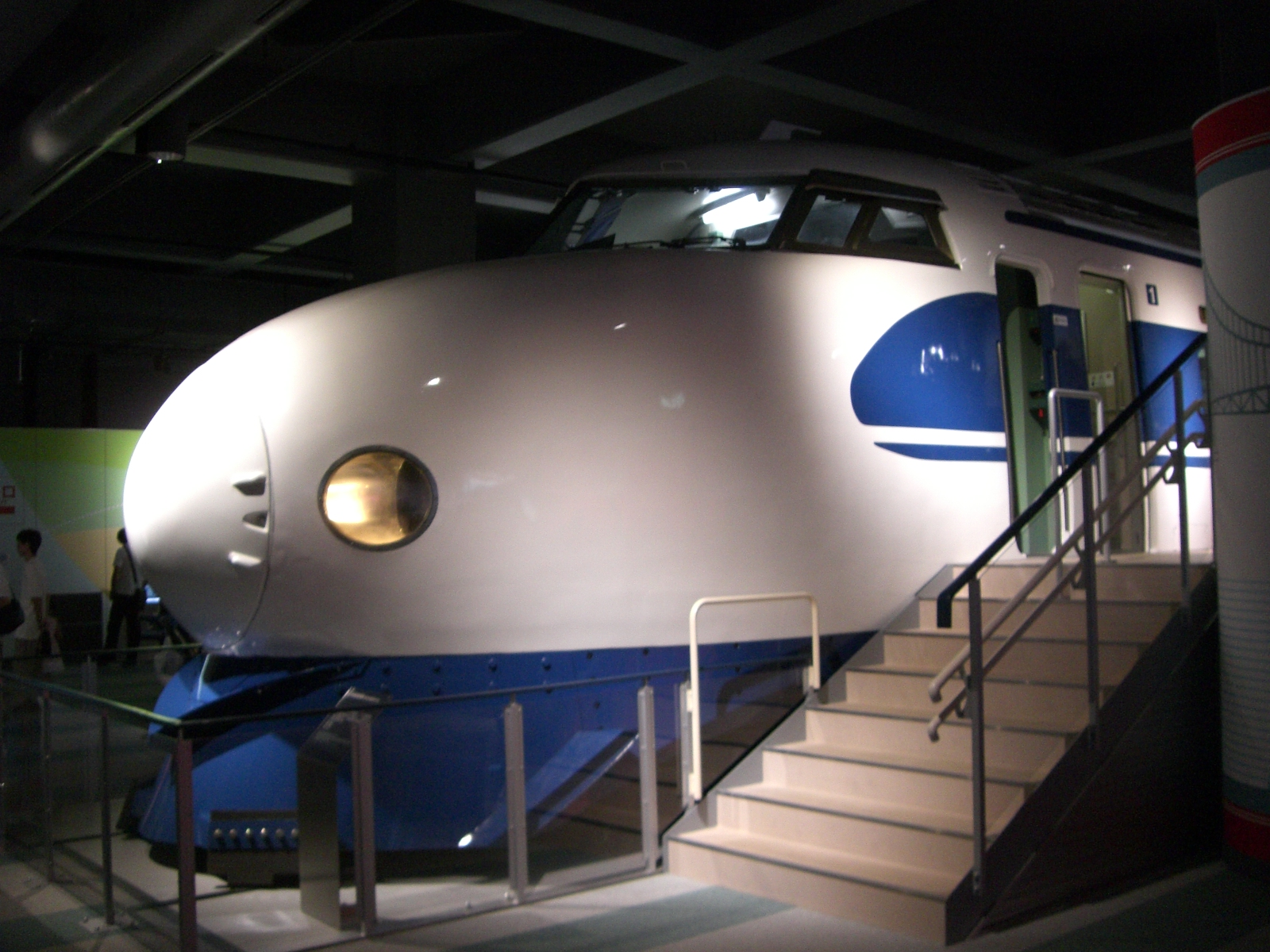
新幹線0系電車の先頭車両

扱っているのは現物の鉄道車両。新幹線0系電車の先頭車両（21-7038（←21-2026））が展示されており、客室や運転室にまで入ることができる。ただし、運転台のブレーキハンドルは撤去されている。
また、自由に運転できる鉄道模型ジオラマや、「電車でGO!2高速編 3000番台」のゲームも設けられている。

### 海のゾーン
川崎重工業船舶海洋ディビジョンが扱っている船舶の製造方法から進水式までの様子を放映していたり、水上バイクのシミュレーターゲームも用意されている。

### 空のゾーン

KV-107 II型

KV-107 II型ヘリコプター（JA9555 川崎重工業社用機「美濃」）の現物を設置。これも中に入ることができる。フライトシミュレーターも設置されており、神戸空港からの離着陸も体験できる。

### 地球環境コーナー
同社が開発した新エネルギー技術や地雷探知除去機を紹介している。

### パフォーマンスロボット
普段なら工場内にいる産業用ロボットが、ルービックキューブに挑戦している。

## 料金・開館時間
神戸海洋博物館の入場料が大人が600円、子どもが250円。（平成26年4月1日よりから神戸海洋博物館の入館料の改定）
このなかに同コーナーの入場料金が含まれている。開館時間・閉館日は神戸海洋博物館と同じ。